# Liste der denkmalgeschützten Objekte in Aldrans
Die Liste der denkmalgeschützten Objekte in Aldrans enthält die 9 denkmalgeschützten, unbeweglichen Objekte der Gemeinde Aldrans.

## Denkmäler
| Foto |                 | Denkmal                                                                               | Standort                                     | Beschreibung | Metadaten |
| ---- | --------------- | ------------------------------------------------------------------------------------- | -------------------------------------------- | --- | --- |
| ja   | Datei hochladen | Landhaus HERIS-ID: 41034 Objekt-ID: 41396 TKK: 54976                                  | Bahnhofweg 2 Standort KG: Aldrans            | Das ansitzartige Landhaus wurde um 1910 im Heimatstil errichtet und in den 1920er Jahren erweitert. Der zweigeschoßige Bau mit ausgebautem Dachgeschoß hat ein steiles, allseits vorkragendes Satteldach, auf dem First ein Glockentürmchen. Die Fassadengliederung erfolgt unregelmäßig durch rustizierende Natursteine an den Gebäudeecken und als Fensterrahmung. An der Südfassade ein Wandbild. | BDA-Hist.: Q37997701 Status: Bescheid Stand der BDA-Liste: 2025-06-30 Name: Landhaus GstNr.: .104                                                                |
| ja   | Datei hochladen | Sog. Gloriettl HERIS-ID: 38977 Objekt-ID: 38653 TKK: 54977                            | bei Bahnhofweg 2 Standort KG: Aldrans        | Das oktogonale, turmähnliche Gartenhäuschen wurde in verputzter Riegelbauweise in der 2. Hälfte des 18. Jahrhunderts errichtet. Es hat hochrechteckige Fenstern und Türen, eine geschweifte Haube und eine hölzerne Laterne. Ursprünglich gehörte es zum sogenannten Zephyris-Schlössl. | BDA-Hist.: Q37985956 Status: Bescheid Stand der BDA-Liste: 2025-06-30 Name: Sog. Gloriettl GstNr.: .17                                                           |
| ja   | Datei hochladen | Mösl-Kapelle, Schützenkapelle HERIS-ID: 38978 Objekt-ID: 38654 TKK: 54964             | gegenüber Bahnhofweg 2b Standort KG: Aldrans | Die kleine offene Kapelle mit einem dreiseitigen Chorschluss und einem steilen Satteldach stammt aus der 1. Hälfte des 18. Jahrhunderts. Die einjochige Kapelle ist durch Rundbogenfenster und einen breiten Rundbogeneingang gegliedert. Die Kanten werden von Flachpilastern mit verkröpftem Kranzgesims umschlossen, im Giebel querovale Kartusche mit Tiroler Adler und Inschrift. Kreuzgewölbe und drei Stichkappen über Konsolen. Ein Giebelfresko von Anton Kirchmayr (etwa 1950) ist nicht mehr erhalten. Im Chor Freskenreste. Altarbild Kreuzigung aus der 2. Hälfte des 18. Jahrhunderts. | BDA-Hist.: Q37985971 Status: Bescheid Stand der BDA-Liste: 2025-06-30 Name: Mösl-Kapelle, Schützenkapelle GstNr.: 654                                            |
| ja   | Datei hochladen | Kath. Pfarrkirche hl. Martin und Friedhof HERIS-ID: 55252 Objekt-ID: 63836 TKK: 54961 | gegenüber Dorf 1a Standort KG: Aldrans       | Die Pfarrkirche hl. Martin ist ein im Kern gotischer Bau und von einem Friedhof umgeben. Urkundlich 1426 und 1482 geweiht. In der Mitte des 18. Jahrhunderts wurde die Kirche barockisiert, 1893 nach einem Brand umgestaltet, 1966/1967 erfolgte ein moderner Umbau. Der schmalhohe Bau ist von der Gotik bestimmt, an der Westseite wurden eine moderne Totenkapelle und eine moderne Sakristei unter tief herabgezogenen Schleppdächern angefügt. Das ehemalige Hauptportal an der Nordseite ist spätgotisch, spitzbogig und mehrfach gekehlt. Der Chor hat einen dreiseitigen Schluss und ein Rundbogenportal gegen Süden. Der Innenraum ist von den Umgestaltungen des 20. Jahrhunderts bestimmt. | BDA-Hist.: Q24276095 Status: § 2a Stand der BDA-Liste: 2025-06-30 Name: Kath. Pfarrkirche hl. Martin und Friedhof GstNr.: .1, 1 Pfarrkirche St. Martin (Aldrans) |
| ja   | Datei hochladen | Villa Rosenegg HERIS-ID: 32011 Objekt-ID: 29046 TKK: 54990                            | Innsbrucker Straße 2 Standort KG: Aldrans    | Die Sommervilla aus der Biedermeierzeit wurde um 1856 errichtet. Sie ist weitgehend unverändert erhalten, kleinere Umbauten erfolgten 1873 und 1910. Das Gebäude hat einen rechteckigen Grundriss, ein flaches Walmdach, ein hohes Erdgeschoß und einen aufgesetzten Mezzanin. In der quadratischen Portalöffnung stehen zwei eingestellte Säulen mit ionischen Kapitellen aus Naturstein. | BDA-Hist.: Q17326802 Status: Bescheid Stand der BDA-Liste: 2025-06-30 Name: Villa Rosenegg GstNr.: .22                                                           |
| ja   | Datei hochladen | Prockenhof-Kapelle, Mariahilfkapelle HERIS-ID: 38979 Objekt-ID: 38655 TKK: 54967      | bei Prockenhofweg 5 Standort KG: Aldrans     | Die gemauerte Kapelle wurde um 1818 errichtet. Sie hat ein Satteldach über einer Hohlkehle und einen vierseitigen, hölzernen Dachreiter mit Zwiebelhelm. Sie besteht aus einem einjochigen Langhaus und einem ebenfalls einjochigen, leicht eingezogenen halbrunden Chor. An der Giebelfassade befindet sich ein steingefasstes Korbbogenportal. Innen ein korbbogiges Platzlgewölbe mit Stichkappen, sowie klassizistische Architekturmalerei und Deckenbilder. | BDA-Hist.: Q37985987 Status: Bescheid Stand der BDA-Liste: 2025-06-30 Name: Prockenhof-Kapelle, Mariahilfkapelle GstNr.: .65 Prockenhof-Kapelle (Aldrans)        |
| ja   | Datei hochladen | Ansitz Brandthausen, Brandlhof HERIS-ID: 38980 Objekt-ID: 38656 TKK: 54986            | Rinner Straße 5 Standort KG: Aldrans         | Der Ansitz wurde urkundlich 1312 erstmals genannt, 1579 erfolgte die urkundliche Bestätigung der Freiheiten eines Ansitzes mit dem Namen Brandthausen. Das zweigeschoßige, breite, blockhafte Gebäude hat ein ausgebautes Dachgeschoß und ein Krüppelwalmdach über einer Hohlkehle. Der Kern stammt aus dem 16. Jahrhundert, der Bau wurde im 19. Jahrhundert verändert. Die Achsengliederung ist regelmäßig und betont die Mittelachse, nordseitig zwei mehrfach profilierte Eckerker und ein Obergeschoßsöller über Steinkonsole mit Schmiedeeisengeländer. Der Flur im Erdgeschoß ist stichkappengewölbt, daneben gibt es im Inneren einfache Stuckdecken und einen Raum mit neugotischer Architekturmalerei. | BDA-Hist.: Q17310315 Status: Bescheid Stand der BDA-Liste: 2025-06-30 Name: Ansitz Brandthausen, Brandlhof GstNr.: .49/1 Ansitz Brandthausen                     |
| ja   | Datei hochladen | Hofkapelle von Ansitz Brandthausen HERIS-ID: 38981 Objekt-ID: 38657 TKK: 54987        | bei Rinner Straße 5 Standort KG: Aldrans     | Die gemauerte, einjochige Kapelle wurde um 1842 im neugotischen Stil errichtet. Sie hat einen dreiseitigen Chorschluss und einen Dachreiter mit Spitzgiebelhelm über Konsolen. Die Gliederung erfolgt durch ein Spitzbogenportal mit abgetrepptem Kaffgesims und durch Strebepfeiler an den Kapellenecken. Im Inneren befindet sich ein zartes Netzgratgewölbe auf Konsolen. | BDA-Hist.: Q37986014 Status: Bescheid Stand der BDA-Liste: 2025-06-30 Name: Hofkapelle von Ansitz Brandthausen GstNr.: .50 Hofkapelle Brandthausen               |
| ja   | Datei hochladen | Ansitz Schrattenburg, Schullern-Schlössl HERIS-ID: 85813 Objekt-ID: 100039 TKK: 54994 | Rinner Straße 10 Standort KG: Aldrans        | Der Ansitz Schrattenburg steht frei auf dem so genannten Oberen Feld am Südhang oberhalb von Aldrans. Die Bezeichnung „Schullernschlössl“ geht auf Hermann von Schullern zurück, der das Haus ursprünglich als Sommerfrischevilla nutzte. Der markante historistische Ansitz wurde 1908 erbaut. Er orientiert sich in seinen monumentalen Formen an der Schloss- und Burgenarchitektur vergangener Zeiten. Seine reiche Gliederung äußert sich in einem mächtigen dreigeschoßigen Turm im Nordosten, einem eingeschoßigen Eckerker an der Südseite, sowie risalitartigen Vorsprüngen und weiteren Erkern. An den Ecken Natursteinquadrierung. Mit Ausnahme der Fenster ist das äußere Erscheinungsbild noch original erhalten, innen ist das Stiegenhaus noch im Originalzustand. An der Südseite befindet sich außen ein Mariahilffresko. Das Schullernschlössl ist ein signifikantes Beispiel für das Weiterleben romantischer bzw. historistischer Formen in der Landhausarchitektur des frühen 20. Jahrhunderts. | BDA-Hist.: Q17310318 Status: Bescheid Stand der BDA-Liste: 2025-06-30 Name: Ansitz Schrattenburg, Schullern-Schlössl GstNr.: 119/2 Ansitz Schrattenburg          |